# چارلز رودولف والگرین
چارلز رودولف والگرین، (به انگلیسی: Charles Rudolph Walgreen) (زاده ۹ اکتبر ۱۸۷۳ - درگذشته ۱۱ دسامبر ۱۹۳۹) کارآفرین، داروساز و بازرگان آمریکایی بود، که در سال ۱۹۰۱ شرکت والگرینز را تأسیس نمود.